# Champs Élysées (mythologie)
Pour les articles homonymes, voir Champs Élysées.

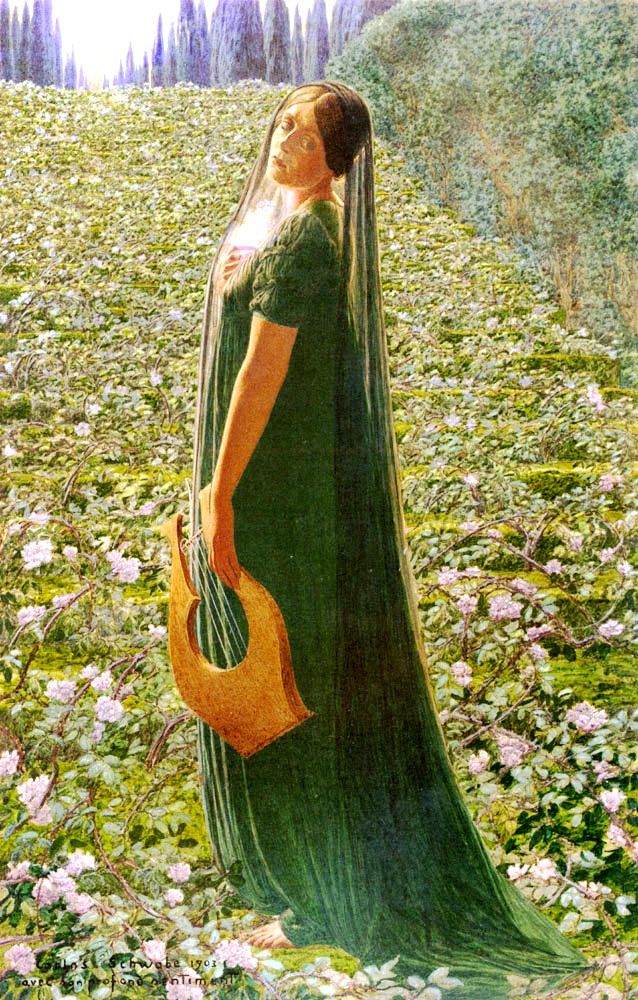
Champs Élysées (Carlos Schwabe, 1903).

Dans la mythologie grecque, les champs Élysées, champs Élyséens,  ou simplement l’Élysée, sont les lieux des Enfers ou du séjour des morts où les héros et les gens vertueux goûtent le repos après leur trépas.

## Étymologie
Le mot vient du grec ancien Ἠλύσιον πεδίον / Êlúsion pedíon, issu selon certains de ἐνηλύσιον / enêlúsion (« lieu frappé par la foudre »), ou bien de ἀλυουσας / aluousas ou ἀλύω / alúô (« être agité », ou « errer/flâner ») comme l'avance Eustathe de Thessalonique, ou encore de ἀλύτως / alútôs, synonyme de ἀφθάρτως / aphthártôs (« incorruptible »), en allusion à la nature incorporelle des âmes.

## Description des champs Élysées
Partie des Enfers, où, selon la religion grecque et la religion romaine, séjournaient les âmes vertueuses après la mort. C'était la quatrième division des Enfers, selon les Grecs, et la septième, selon les Romains.

## Les champs Élysées dans la littérature
Chez Homère, les champs Élyséens se situent à l'extrémité occidentale de la Terre, près d'Océan. Dans l’Odyssée, Protée les décrit ainsi à Ménélas :

« Les Immortels t'emmèneront chez le blond Rhadamanthe,
Aux champs Élyséens, qui sont tout au bout de la terre.
C'est là que la plus douce vie est offerte aux humains ;
Jamais ni neige ni grands froids ni averses non plus ;
On ne sent partout que zéphyrs dont les brises sifflantes
Montent de l'Océan pour donner la fraîcheur aux hommes. »

— (Trad. Frédéric Mugler, 1995)
À l'époque d’Hésiode, les champs Élyséens deviennent les îles des Bienheureux, décrites par Pindare.
Virgile, au chant VI de l’Énéide, donne une description des champs Élyséens. Ceux-ci, situés dans les Enfers, accueillent les initiés aux mystères orphiques. Ce lieu connaît un éternel printemps et possède son propre soleil et ses propres étoiles.

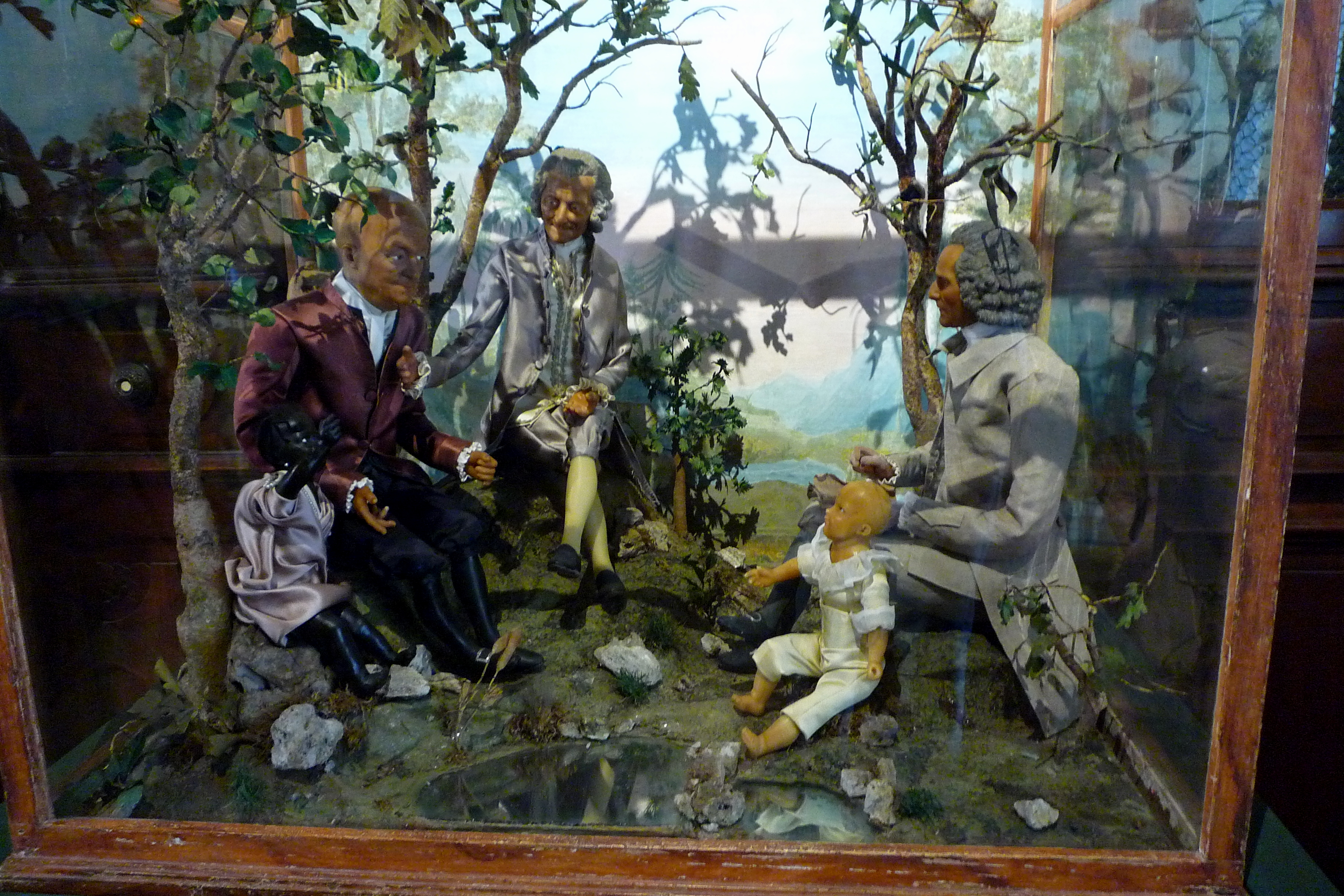
Cabinet de cire de 1792 avec les trois pères de la Révolution française, Franklin, Voltaire et Rousseau, installés aux Champs Élysées.
(musée de la Révolution française)

Certains auteurs de l'Occident chrétien ont repris ce modèle : les champs Élyséens se situent en enfer et accueillent les héros et poètes qui ont vécu avant la venue du Christ. C'est ainsi que dans le poème de Dante, la Divine Comédie, « l'ombre d'Anchise […] aperçut son fils dans l'Élysée », le premier cercle de l'enfer, dans lequel se trouve Énée. 
Chez Rabelais, les Champs Élysées sont peuplés, entre autres, de personnages célèbres de l'Antiquité grecque et romaine, de chevaliers ou de chefs de l'Église catholique, s'employant à de vils ou modestes métiers, à titre d'exemple : « Hector était gâte-sauce », « Pyrrhus, plongeur à la cuisine », « Jules César et Pompée étaient goudronneurs de navires », « Lancelot du Lac était équarrisseur de chevaux morts, tous les chevaliers de la Table Ronde étaient de pauvres gagne-deniers, des passeurs tirant la rame sur les rivières du Cocyte, du Styx [...] quand Messieurs les diables voulaient se divertir en faisant une ballade sur l'eau [...] », « Le pape Alexandre était preneur de rats », ou encore, « Boniface, pape huitième, était écumeur de marmites ».

## Les champs Élysées dans la musique
- La scène des champs Élysées est la 3e de l’acte II de l’opéra Orphée et Eurydice de Gluck (créé en 1762). Cette scène est le ballet des Ombres heureuses ou ballet des esprits bienheureux. Ce ballet-pantomime se situe après la danse des Furies. Ces gardiennes des Enfers  qui viennent d’être charmées par le chant d’Orphée l'autorisent à entrer aux  Enfers et disparaissent dans un gouffre à la fin de cette danse. Orphée  pénètre dans les champs Élysées, séjour des âmes vertueuses, jardin de buissons fleuris où se trouve Eurydice suivie des ombres des Héros et des Héroïnes. La musique de ce ballet est un solo de flûte accompagné par un orchestre à cordes.

- Il y a une référence aux champs Élysées dans l'opéra La Flûte enchantée (Die Zauberflöte), paru en 1791 et composé par Mozart sur un livret d'Emanuel Schikaneder. Dans son air « Ein Mädchen oder Weibchen » (Une amie ou une épouse) (Acte II, no 20), Papageno exprime son désir de trouver une amoureuse. Si seulement il y parvenait, chante-t-il, il pourrait se sentir (heureux) comme dans les champs Élyséens : « Dann könnt' ich [...] wie im Elysium sein. »[10].

- De même, les champs Élysées figurent dans le texte de l'hymne officiel de l'Union européenne. L'hymne est un arrangement du dernier mouvement de la Symphonie no 9 de Beethoven, lequel met en musique le poème Ode à la joie de Friedrich von Schiller (1785). Les paroles « Freude, schöner Götterfunken | Tochter aus Elysium » signifient « joie, belle étincelle divine | fille des champs Élysées ».

## Toponymie
- Les Alyscamps (Champs Élysées en provençal) sont une nécropole antique puis médiévale située à Arles.

## Dans la culture populaire
- Dans le film Elysium, la station spatiale du même nom abrite les humains les plus riches. C'est un vrai paradis en comparaison de la vie sur Terre dans des conditions misérables.
- Dans le jeu vidéo Xenoblade Chronicles 2, l'Elysium est une sorte de paradis mythique que le héros cherche à atteindre. Pour y accéder, on passe notamment par le portail de Rhadamante, du nom du juge des enfers qui y régnerait.
- Dans le jeu vidéo Assassin's Creed Odyssey, lors du second DLC, le joueur peut accéder aux champs Élysées afin notamment d'y rencontrer Perséphone.
- Dans le film Gladiator de Ridley Scott en 2000, le général Maximus encourage ses cavaliers au début d'une bataille et leur déclare « Si vous vous retrouvez tout seul, chevauchant dans de verts pâturages avec le soleil sur le visage, n'en soyez pas troublés car vous êtes aux Champs Elyséens et vous êtes déjà morts ! »
- Dans le jeu vidéo Hades, l'Elysée est un des niveaux du jeu où le héros, Zagreus tente d'échapper aux enfers afin de rejoindre les dieux de l'Olympe. Il y combat Thésée et le Minotaure, devenus alliés dans la mort.